# Victorella symbiotica
Victorella symbiotica is een mosdiertjessoort uit de familie van de Victorellidae. De wetenschappelijke naam van de soort is voor het eerst geldig gepubliceerd in 1907 door Rousselet.